# Romita, Sălaj
Romita este un sat în comuna Românași din județul Sălaj, Transilvania, România.

## Vestigii arheologice
Pe teritoriul acestei localități au fost descoperite urmele unei așezări romane (castrul Certinae).

## Vezi și

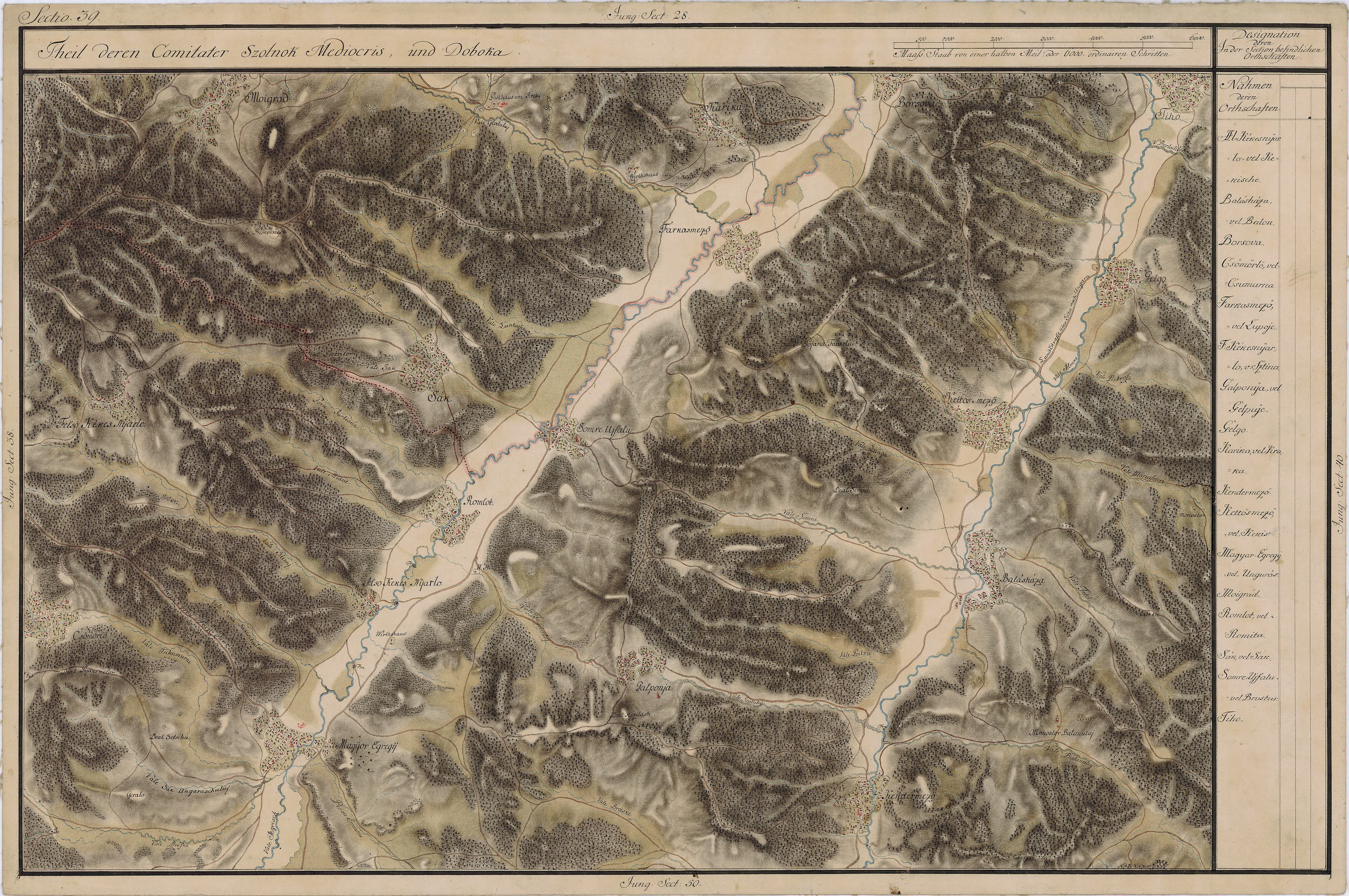
Romita în Harta Iosefină a Transilvaniei, 1769-1773

## Imagini

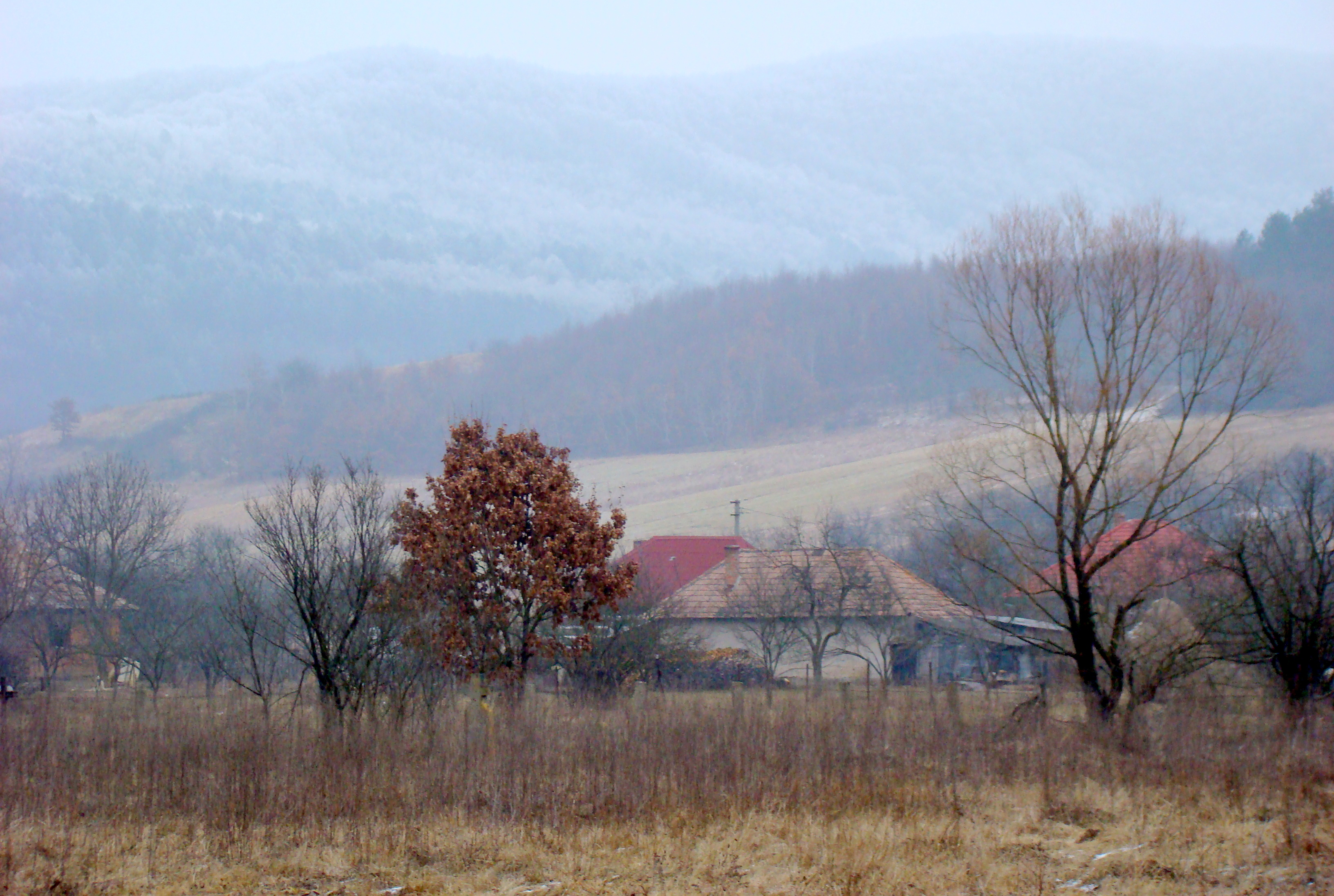
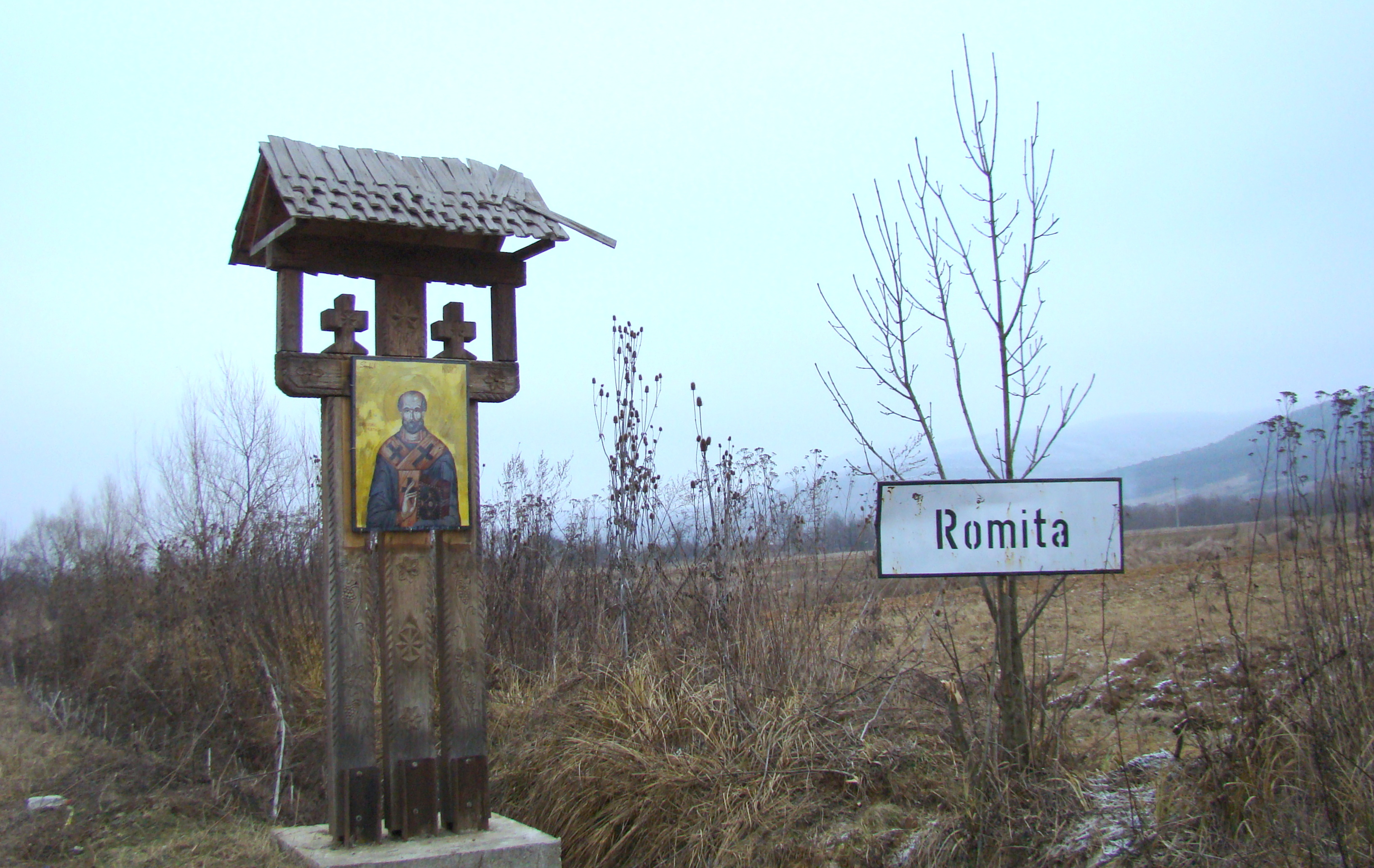
Intrarea în localitate
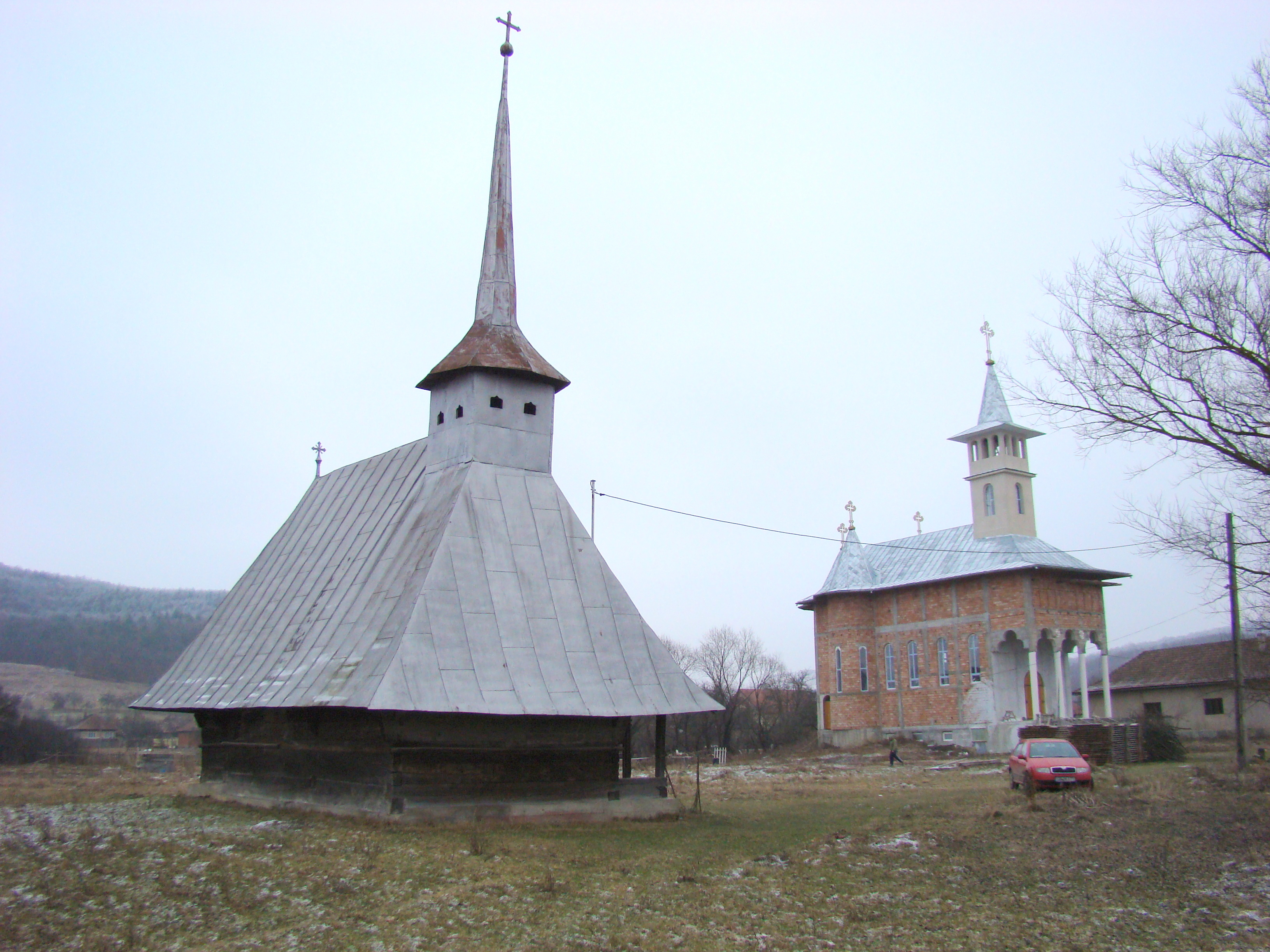
Bisericile satului Romita